# 閉鎖病棟 Closed Ward
『閉鎖病棟 Closed Ward』（へいさびょうとう クローズド・ウォード）は、帚木蓬生の小説。世間から蔑まされながらも懸命に明るく毎日を生きる患者たちがいる精神科病棟で起きた殺人事件を巡って、患者たちそれぞれが描く様々な思いを巡らす姿を描く。第8回山本周五郎賞受賞作品。
2001年と2019年に映画化されている。

## 概要
現役の精神科医でもある帚木蓬生による書き下ろし小説。病院の精神科の閉鎖病棟を舞台にした作品だが、トマス・ハリスの『ハンニバル・シリーズ』のような、昨今流行の異常心理ミステリとは違った人間味溢れた群像ドラマである。
九州のとある精神科病棟で、重く苦しい過去を背負いながらも、明るく生きようとする患者達と、その途中で起こる殺人事件とその意外な結末を描く。一応はサスペンスの形態を取ってはいるが、それよりも個性的な患者たちの生活に重点がおかれている。

## 書誌情報
- 単行本：1994年4月発売、新潮社、ISBN 4-10-331407-9
- 文庫本：1997年4月25日発売、新潮文庫、ISBN 978-4-10-128807-9

## 映画

### 2001年版
『いのちの海 Closed Ward』のタイトルで2001年にイーハーフィルムズによって映画化された。ロケ地は佐賀県鹿島市。

#### 出演（2001年版）
- 島崎由紀 - 上良早紀
- チュウさん - 頭師佳孝
- フーさん - 芦屋小雁
- 昭八ちゃん - 林泰文
- 梶木秀丸 - 中村嘉葎雄
- 重宗 - 安岡力也
- 武田婦長 - 宮下順子
- クロさん - 長江英和
- 小方看護士 - 小原雅人
- キモ姉さん - 伊佐山ひろ子
- おフヂさん - 畠山明子
- オジギ婆さん - 高原節子
- 友枝の夫 - 冷泉公裕
- 友枝 - 小林かおり
- 正一 - 田中優樹
- ラブホテルの男 - 坂口祐三郎
- ヒーマン
- はなわ
- 佐賀県鹿島市の皆さん
- チュウさんの母 - 横山通乃
- 松井主治医 - 高岡健二
- 主任 - 田村英里子（友情出演）
- 検事 - 風間杜夫（特別出演）
- 弁護士 - 村田雄浩（特別出演）
- 高瀬女医 - 有馬稲子（特別出演）ほか

#### スタッフ（2001年版）
- 制作：田久保正之、森岡道夫
- プロデューサー：田中はくどう
- 監督：福原進
- 助監督：南柱根
- 脚本：石堂淑朗、西村雄一郎
- 音楽：池辺晋一郎
- 撮影：坂本典隆
- 編集：菊池純一、鵜飼邦彦
- 美術：丸尾知行
- 録音：福田伸
- 効果：福島行朗

### 2019年版
監督の平山秀幸が2001年に出会った原作に惚れ込み、初めて自ら脚本を執筆。笑福亭鶴瓶は『ディア・ドクター』以来10年ぶりの単独主演。
精神科治療を取り巻く環境を出来るだけ現代に近づけるため、時代設定を2006年 - 2008年に変更している。
2019年1月、長野県松本市にてクランクインし、精神科の専門医療施設・小諸高原病院の協力で2週間にわたるロケが行われた。
2019年11月1日に『閉鎖病棟 -それぞれの朝-』（へいさびょうとう それぞれのあさ）のタイトルで全国公開された。

#### あらすじ（2019年版）
山の上にある精神病院「六王寺病院」には車椅子の高齢者・梶木秀丸や青年・塚本中弥（以下、チュウ）などが暮らしており、井波たち看護師が彼らの生活をサポートしている。ある日母親に連れられて病院に来た島崎由紀は井波と面談するが、何も話さないまま突然部屋を飛び出す。廊下を出た由紀は、秀丸が乗ろうとしていたエレベーターで屋上まで向かうと、彼の見ている前で投身自殺を図る。
しかし転落した由紀は、チュウが病院の庭で育てていた植物がクッションとなり、一命を取り留める。心配した秀丸とチュウから話しかけられた由紀は徐々に心を開き、他の患者とも少しずつ会話するようになる。一方チュウは、妹との面談後に精神的に不安定になって強い発作を起こし、翌朝何とか冷静さを取り戻す。そんな中チュウと由紀は、秀丸が死刑執行に失敗した元死刑囚という過去を突然知り、動揺する彼女にチュウは「事情を抱えていない人はいないよ」と心を落ち着かせてこれまで通りの交流を続ける。
その後も秀丸、チュウ、由紀の絆は深まっていくが、ある夜彼女が突然失踪してしまう。その後独自に調べたチュウは、由紀が男性患者・重宗から性加害を受けた事実を知るが、秀丸から「そのことは誰にも言うな」と告げられる。翌日、秀丸は病院の外で重宗と二人きりとなるとわざと挑発し始め、怒って近づいてきた彼を車椅子に乗ったまま刺殺した後、病院にやって来た警察に連行される。
拘置所に送られた秀丸を心配したチュウは井波に話を聞くと、過去に死刑執行で蘇生して放免になった秀丸が再び殺人を犯したため、法的な処遇が難しい状態にあることを知らされる。チュウのもとに再び面談に来た妹は、認知症が悪化した母を施設に入れると同時に実家の売却の話をする。任意入院のチュウは、「俺が退院して実家で母の面倒を見る」と言い、井波の助言もあって妹に了承させる。
退院して実家に戻ったチュウは、新しく仕事を見つけて母との新生活を始める。裁判所で秀丸が起こした重宗殺人事件の初公判が開かれ、傍聴席のチュウと井波が見守る中、弁護側の証人として由紀が出廷する。証人尋問で由紀は泣きながら重宗の性加害を打ち明け、「私の代わりに秀丸さんがあの男を殺してくれたんです」と感謝を述べる。由紀は、「刑務所に面会を続けながら、秀丸さんがいつか出所できるのを待ち続けます」と告げる。公判後、刑務官に車椅子を押されて移動する秀丸のもとにチュウが現れ、「秀丸さんが出てくるの、待ってるから！」と強い気持ちで勇気づけるのだった。

#### 出演（2019年版）
梶木秀丸
演 - 笑福亭鶴瓶
生きながらえた元死刑囚。年下の親しい患者・チュウからは「ヒデさん」と呼ばれる。数十年前に家族を殺した罪で捕まり、死刑執行されたが蘇生したことで法的に放免となった。その際、骨髄を損傷して足が不自由になって車椅子生活になり、以後精神病院で暮らし始める落ち着いた物腰で比較的穏やかな性格。趣味は陶芸で、病院の敷地内の作業小屋「陶芸工房」で花瓶などの創作活動をしている。陶芸作品について、チュウからは「相変わらずゴツい感じがしていい」と気に入られている。
過去は外で働きながら妻と介護が必要な母の3人で暮らしていた。雪が降るある日、予定より早く仕事を終えて帰宅したところ、妻と役場の男との不倫を目撃。激昂した勢いに任せて妻と不倫相手を刺殺した後、自身逮捕後の母の将来を悲観してマフラーで絞殺した。
塚本中弥 / チュウさん
演 - 綾野剛
幻聴に苦しむ元サラリーマン。時々病院に外出許可をもらって病院がある山を下りた所にある街で買い物をした後、買ってきた商品をこっそり他の患者たちに少し高い値段で売って小遣い稼ぎをしている。また普段は敷地内の椿の手入れをしており、ある日病院にやって来た由紀が屋上から飛び降りた時にこの椿の上に落ちたことでクッションとなり、一命を取り留める。以前はサラリーマンをしていたが、精神的な病気による発作が起きた影響で退職した模様。退院後は、造園会社、またはホームセンターの園芸コーナーで働くようになる。
島崎由紀
演 - 小松菜奈
DVを受ける女子高生。18歳。ある日から自室に引きこもって食事も摂らずに机にカッターナイフなどを並べるようになった。母親に連れられて病院で面談した後、女性患者・キモ姉たちと同部屋で暮らし始める。病院に来た時点で妊娠初期の状態だったが、直後に飛び降りた衝撃で流産する。ほどなくして秀丸やチュウと交流を始める。秀丸にカラフルな腕ぬきをプレゼントし、後日お返しに彼から赤い布製の髪留めを贈られる。患者の一人が亡くなった後、秀丸から作業小屋からお供えの花用の花瓶を持ってくるよう頼まれて一人で行ったところ、重宗に襲われる。その後（秀丸の初公判の時点で）、20歳。「埼玉県川越市在住。看護師見習い」となっている。
石田サナエ
演 - 木野花
患者。61歳。静岡県伊豆市出身。時々病院に許可をもらって外泊しており、周りには「今日は次男の家に行く。次男嫁とは仲が良い」、「今日は末娘の家に泊まる」と言っているが、実は嘘で現在家族はおらず、カプセルホテルに泊まっている。ある日訪れた海辺のベンチに座って、「いつでも夢を」（原曲は、橋幸夫と吉永小百合のデュエットソング）を歌う。
重宗
演 - 渋川清彦
患者。ハカセによると「覚醒剤中毒者」とのことだが事実かは不明。院内のトラブルメーカー。ある日隠し持っていたライターでボヤ騒ぎを起こし、男性看護師に取り押さえられる。以前から何度か騒動を起こしているが、病院側からはそのたびに様子見の扱いで済まされている。空いた時間は、病院の外の壁に向かって野球のボールを投げて暇をつぶしている。
丸井昭八
演 - 坂東龍汰
患者。チュウからは、「しょーはっちゃん」と呼ばれている。詳しい障害は不明だが、声自体は出せるが会話はほぼできず、ジェスチャーでコミュニケーションを取っている。趣味は写真撮影で、いつも首から一眼レフカメラをかけている。病院の敷地内の木や病院を訪ねてきた人など、興味を持ったものならなんでも撮影しており、仮に相手が撮影を嫌がってもお構いなしで撮影する。ある日チュウに誘われて、秀丸、由紀との4人で外出許可をもらって街に買い物に行く。
キモ姉
演 - 平岩紙
患者。由紀と同部屋。言葉遣いが荒くて怒りっぽく、作中では自分より若い女性患者に嫉妬するような発言をしている。病院のカラオケ大会では、「珍島物語」（原曲は、天童よしみが歌唱）を歌う。後日病院で事件を起こした秀丸のことを心配し、その後井波、ムラカミと共に裁判所に訪れて初公判を傍聴する。
ムラカミ
演 - 綾田俊樹
患者。朝刊に掲載されるお悔やみ欄（訃報掲載欄）の一般人について書かれていること（名前・年齢・死因等）を自分のノートに書き写している。「院内カラオケ大会」でステージ前の席で座って見ていたところ、言動の荒い重宗が突如歌おうとしたため途中退席し、機嫌を損ねた彼につかみかかられる。
ダビンチ
演 - 森下能幸
患者。抜毛症で、自分の前髪を抜くことを楽しんでいる。病院のカラオケ大会では、「また逢う日まで (尾崎紀世彦の曲)」（尾崎紀世彦が歌唱した歌として知られる）を歌う。
ハカセ
演 - 水澤紳吾
中年の患者。他の患者の前では、医者を自称している。病院から出される飲み薬を“毒”と思い込み、毎朝看護師の前で飲むフリをするだけで直後にこっそり薬を捨てている。ある時病院の庭に生えている雑草を抜き、昭八にカメラで撮影させる。
フーさん
演 - 大窪人衛
患者。アニメに出てくる男の子のような高い声が特徴。チュウと同部屋。手旗信号が得意で、ある日の他の患者が静かに習字をする中、窓際で外に向かって赤色と白色の旗を使って「ウチニ カエリタイ」の動きをする。ある時テッポーが、オフデちゃんと親しげに手を振り合ったことに機嫌を損ね、「仲良くするな！」と癇癪を起こす。頭部への自傷行為があるため、怪我防止のためヘッドギアを着用している。
テッポー
演 - 駒木根隆介
患者。フーさんと親しく、2人で他の患者が何か目立った行動を取った後に噂などを話している。オセロする。フーさんと同じくヘッドギアを着用している。病院のカラオケ大会では、フーさんと「あずさ2号」（原曲は、狩人が歌唱）を歌う。
オフデちゃん
演 - 北村早樹子
患者。由紀と同部屋。メガネをかけている。母の遺言で、毎朝コップに12杯の水を飲むことになっている。マイペースな性格ほんわかした喋り方をしている。年上のサナエと性格が合わないためよく小競り合いしている。
おジギ婆さん
演 - 大方斐紗子
患者。高齢ということもあって車椅子に乗り、職員から食事の介助を受けて生活している。ある時看護師の知らぬ間に病院内をうろつき、階段前で身動きが取れずに困っていたところ、由紀に助けてもらう。
ドウさん
演 - 村木仁
患者。患者たちがいつも利用している広い部屋の角の畳の上で、毎日の早朝にお経を唱えている。
キワちゃん
演 - 佐藤もみじ
患者。由紀と同部屋。自分の爪を噛む癖がある。
由紀の母/島崎佳代
演 - 片岡礼子
パート主婦で、スーパーで働いている模様。約1か月前から突然部屋に引きこもるようになった由紀を心配し、精神が落ち着くまで六王寺病院で娘を入院させてもらう。伸夫（由紀にとって継父）と娘の性的行為に気づくが、「夫と娘が同意の上で行為を楽しんでいる」と勘違いしており、内心娘を嫌っている。
由紀の父/島崎伸夫
演 - 山中崇
佳代の再婚相手で、由紀の継父で血は繋がっていない。島崎運送の経営者。普段は長距離トラックの運転手として働いている。一見すると温厚な人物だが、実は由紀が病院に来る数か月前の妻が外で働いている間に、由紀に性加害をしていた。由紀が六王子病院で入院生活を送る中、佳代と共に現れて看護師と面談して娘の退院を迫る。しかし帰宅後に由紀とトラブルになり、結局娘は再入院となる。
チュウさんの母/塚本富子
演 - 根岸季衣
チュウの実家で一人暮らしをしている。認知症を患っており、徐々に症状が進行している状態。認知症になりながらも、精神的な病気を患うチュウのことを心配している。
酒井弁護士
演 - ベンガル　
弁護士事務所を経営。六王子病院で殺人を犯した秀丸の裁判の担当弁護士。秀丸のことを心配して弁護士事務所を訪ねてきたチュウと秀丸のことで応対する。チュウに、秀丸が過去に死刑執行が成立しなかった後、精神病院をたらい回しにされたこと、現在は拘置所で自分の面倒を見るのは税金の無駄遣いになるため、死刑を望んでいることを伝える。
大谷医師
演 - 高橋和也
佳代に連れられてきた由紀と初対面し、面談時に看護師が彼女の妊娠しているとの診断結果を持ってきたため、由紀に伝える。ある時病院の廊下で精神的な激しい発作を起こしたチュウを、数人の看護師たちと共に保護室に連れて行く。退院することになったチュウに、今後も1か月に1回の外来通院を続けるよう伝える。
井波看護師長
演 - 小林聡美
部下である他の看護師たちと共に患者の生活をサポートしている。病院にやって来たばかりの由紀との最初の面談や、後日チュウと妹との面談などに立ち会う。患者たちには、無理せずゆっくりでいいから状態が良くなることを願っている。秀丸が病院内で事件を犯して逮捕された後、チュウにその後秀丸がどういう状況にあるかを伝える。その後、秀丸の初公判を傍聴しに裁判所に訪れる。
お団子ヘアの看護師
演 - （役者名不明）
日々の朝食後にナースステーションのガラスの仕切りがある受付で、薬を飲む患者が薬を飲むのを目視で確認する。患者たちがする庭でのちょっとした農作業を見守る。時々チュウさんが病院内で患者たちに物を売る行為（規則違反）をすることに手を焼いている。
チュウの妹
演 - （役者名不明）
病院にいるチュウに久しぶりに面談しに、夫と共に訪れる。これまで夫と2人でチュウの入院費用や認知症を患う母・富子の世話などの面倒を見てきた。チュウとの面談で、母を介護施設に入れると同時に実家を今後について話し合う。チュウとの兄妹関係は良くなく、兄から嫌われている。
さわき
演 - （役者名不明）
退院後のチュウの職場（植物を扱う）の上司。ある日チュウが仕事を請け負った市役所の公園課課長から「仕事が丁寧だ」と褒めていたことを伝える。親しみやすく面倒見の良い性格。

#### スタッフ（2019年版）
- 原作：帚木蓬生『閉鎖病棟』（新潮文庫刊）
- 監督・脚本：平山秀幸
- 音楽：安川午朗
- 主題歌：K「光るソラ蒼く」（ビクターエンタテインメント）[10]
- 製作：村松秀信、間宮登良松、木下直哉、宮崎伸夫、中野伸二、吉村和文、丸橋哲彦、植田勝教、中林千賀子
- プロデューサー：菅谷英智、三宅はるえ
- 音楽プロデューサー：津島玄一
- ラインプロデューサー：宮内眞吾
- 撮影：柴崎幸三
- 照明：上田なりゆき
- 美術：中澤克巳
- 録音：小松将人
- 編集：洲﨑千恵子
- 装飾：大庭信正
- 衣裳：岩崎文男、小磯和代
- ヘアメイク：佐藤光栄
- VFXスーパーバイザー：オダイッセイ
- 音響効果：伊藤瑞樹
- スクリプター：近藤真智子
- 助監督：吉田和弘
- 制作担当：雲井成和
- 企画協力：新潮社
- 配給：東映
- 制作プロダクション：ブースタープロジェクト
- 製作：「閉鎖病棟」製作委員会（東映、東映ビデオ、木下グループ、朝日新聞社、毎日放送、ダイバーシティメディア、山陽鋼業、JVCケンウッド・ビクターエンタテインメント、ブースタープロジェクト）

#### 撮影スケジュール
- 1日目：過去に死刑囚だった秀丸が刑務官と廊下を歩くシーン（本編の最初のカット）。
- 2日目：由紀と佳代のタクシーのシーン、看護師が由紀を大部屋の患者に紹介するシーン、病院患者たちの食前の歯磨きのシーン。
- 3日目：患者たちがする病院の外の農作業シーン、重宗が起こしたボヤ騒ぎのシーン。
- 4日目：ハカセが食後に看護師から飲み薬をもらうシーン、患者の食事シーン、チュウが市販商品を患者たちに売るシーン、早朝の井波と看護師の打ち合わせシーン。
- 5日目：病院に来たばかりの由紀がエレベター前で暴れるシーン、死刑囚だった秀丸が刑務官と教誨室の前の廊下を歩くシーン、由紀とおジギ婆さんがやり取りするシーン。
- 6日目：街から戻ってきたチュウを病院前で昭八が出迎えるシーン、病院に来た伸夫が昭八とトラブルになるシーン、チュウが病院内で精神的な発作を起こすシーン、井波が秀丸に注射を射とうとするシーン。
- 7日目：患者たちのカラオケ大会のシーン。
- 8日目：秀丸の元死刑囚のことを知ったチュウと由紀の会話シーン、昭八がチュウに由紀の性被害の事実を必死に伝えるシーン。
- 9日目：秀丸、チュウ、由紀、昭八が街の洋服売り場で買い物をするシーン、左記4人が公園のベンチで写真撮影をするシーン。
- 10日目：秀丸が陶芸工房の外に制作中の花瓶などを天日干しするシーン、チュウと由紀が陶芸工房で秀丸の作品作りを手伝うシーン。
- 11日目：陶芸工房に向かう由紀とこっそり跡をつける重宗のシーン。
- 12日目：陶芸工房に残った秀丸の陶芸をフーさんとテッポーが勝手に処分しようとするシーン、秀丸と重宗が病院の外でもみ合うシーン、秀丸が警察に連行されるシーン。
- 13日目：最終盤の刑務所で過ごす秀丸が敷地の広場でリハビリをするシーン、病院を退院するチュウと昭八との別れのシーン。
- 14日目：患者たちが習字をするシーン。
- 15日目：一時退院した由紀が自宅で佳代とやり取りするシーン、夜に由紀が自営業の事務所を物色していると運送の仕事を終えた伸夫が帰宅するシーン。
- 16日目：サナエが浜辺で歌を歌うシーン、失踪中の由紀がとある橋から絶叫するシーン。
- 17日目：チュウが病院で妹とその夫との面談シーン、初めて病院に来た由紀と佳代と井波と大谷との面談のシーン、伸夫と佳代が由紀を強制的に退院させに来たシーン。
- 18日目：由紀が屋上から飛び降りるシーン[注 4]、失踪直後の由紀が夜の街を彷徨うシーン。
- 19日目：チュウが弁護士事務所に訪れて酒井と初対面するシーン、チュウが作中の街の和菓子屋で商品を購入するシーン。
- 20日目：失踪後の由紀がとある橋から夜明けを見るシーン。
- 21日目：死刑囚だった秀丸の死刑執行シーン[注 5]、死刑に立ち会った医師が秀丸の蘇生を確認するシーン。
- 22日目：死刑囚になる前の秀丸が当時顔なじみのたい焼き屋で店主とやり取りするシーン、秀丸の妻とその愛人が彼に刺殺された後のシーン。
- 23日目：死刑囚になる前の秀丸が、天候不良のため当時していた仕事を早く切り上げて自宅に戻るシーン。
- 24日目：過去にチュウが自宅で精神的な強い発作を起こすシーン。
- 25日目：病院を退院後のチュウが久しぶりに実家に戻って母親と再会するシーン、チュウが造園関係の仕事をするシーン。
- 26日目：秀丸が起こした重宗事件の法廷シーン、公判後にチュウが裁判所の廊下で秀丸に声をかけるシーン。
- 27日目（撮影最終日）：秀丸が起こした重宗事件の傍聴に来たチュウが井波と久しぶりに再会するシーン、同じくチュウが由紀と再会するシーン。